# Paul Adam (Buchbinder)
Paul Adam (* 20. Februar 1849; † 27. Juli 1931) war ein deutscher Buchbinder und Autor zahlreicher Fachpublikationen.

## Leben
Adam erlernte die Buchbinderei in Breslau und wurde danach Fachlehrer und Einbandforscher. 1874 eröffnete er in Gießen eine erste kleine private Buchbinderwerkstatt. Er gründete 1894 in Düsseldorf eine Privatfachschule.
Er war Mitbegründer des Bundes Deutscher Buchbinder-Innungen (BDBI) und des Jakob Krauße-Bundes. Adam war Mitglied des 1912 von Paul Kersten gegründeten Jakob-Krause-Bundes, einer Vereinigung der Kunstbinder, einem Vorläufer der sich 1923 abspaltenden, heute noch bestehenden Vereinigung Meister der Einbandkunst.
Er leitete von 1901 bis 1920 die Fachzeitschrift Archiv für Buchbinderei und war ein bedeutender Fachschriftsteller.

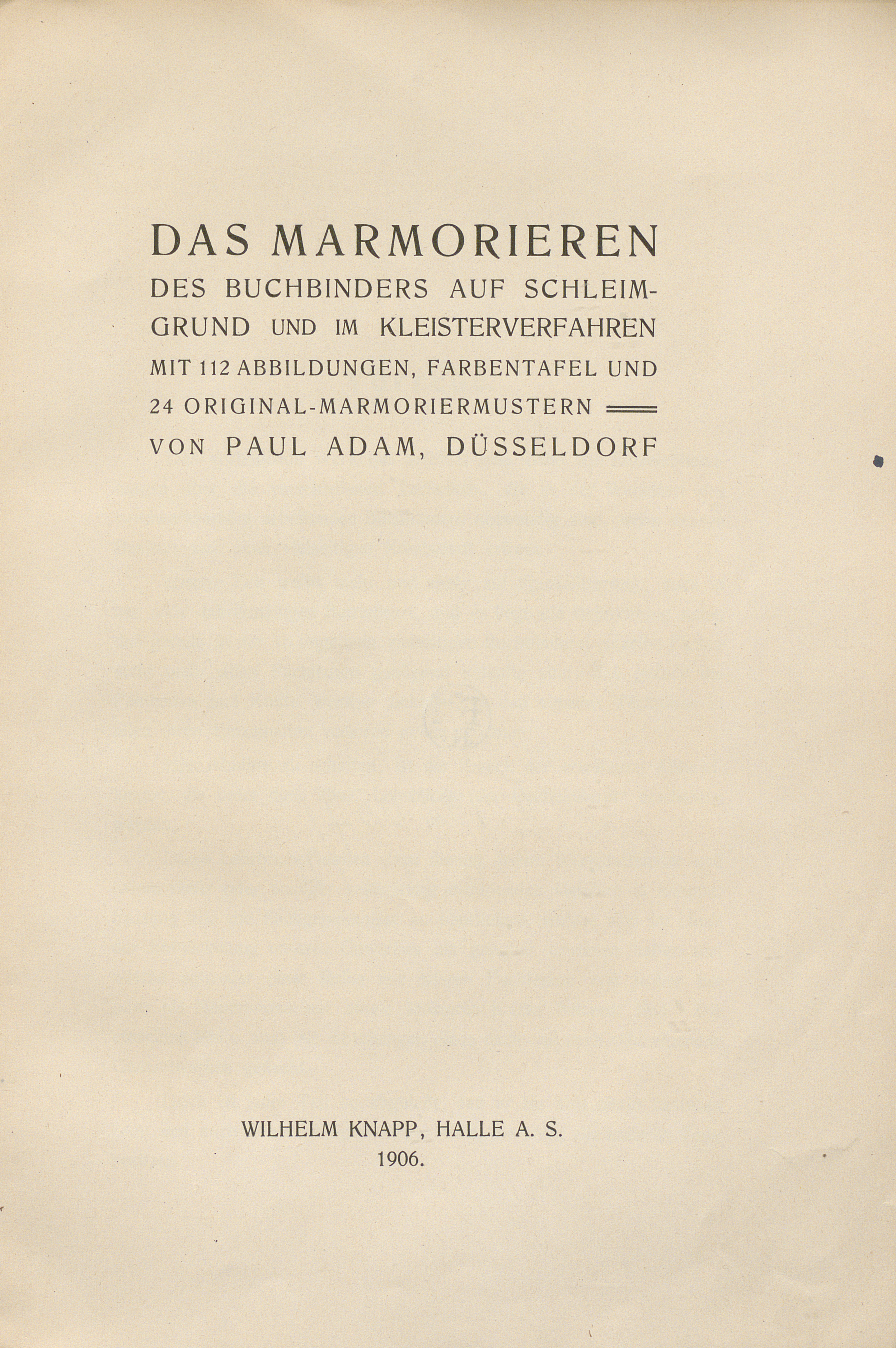
Das Marmorieren des Buchbinders auf Schleim-grund und mit Kleisterverfahren 1906 (133897083)
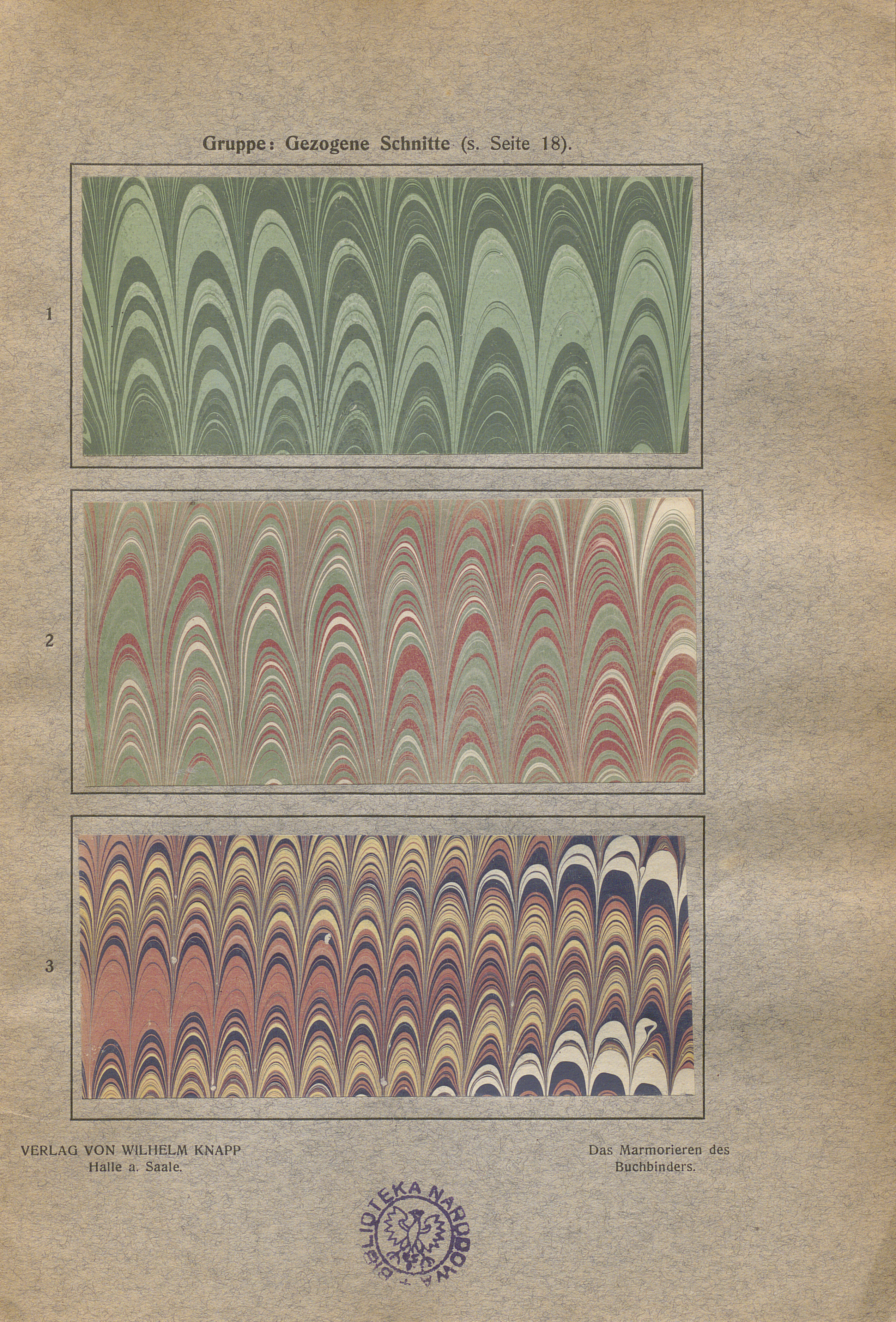
Das Marmorieren des Buchbinders auf Schleim-grund und mit Kleisterverfahren 1906 (133897311)
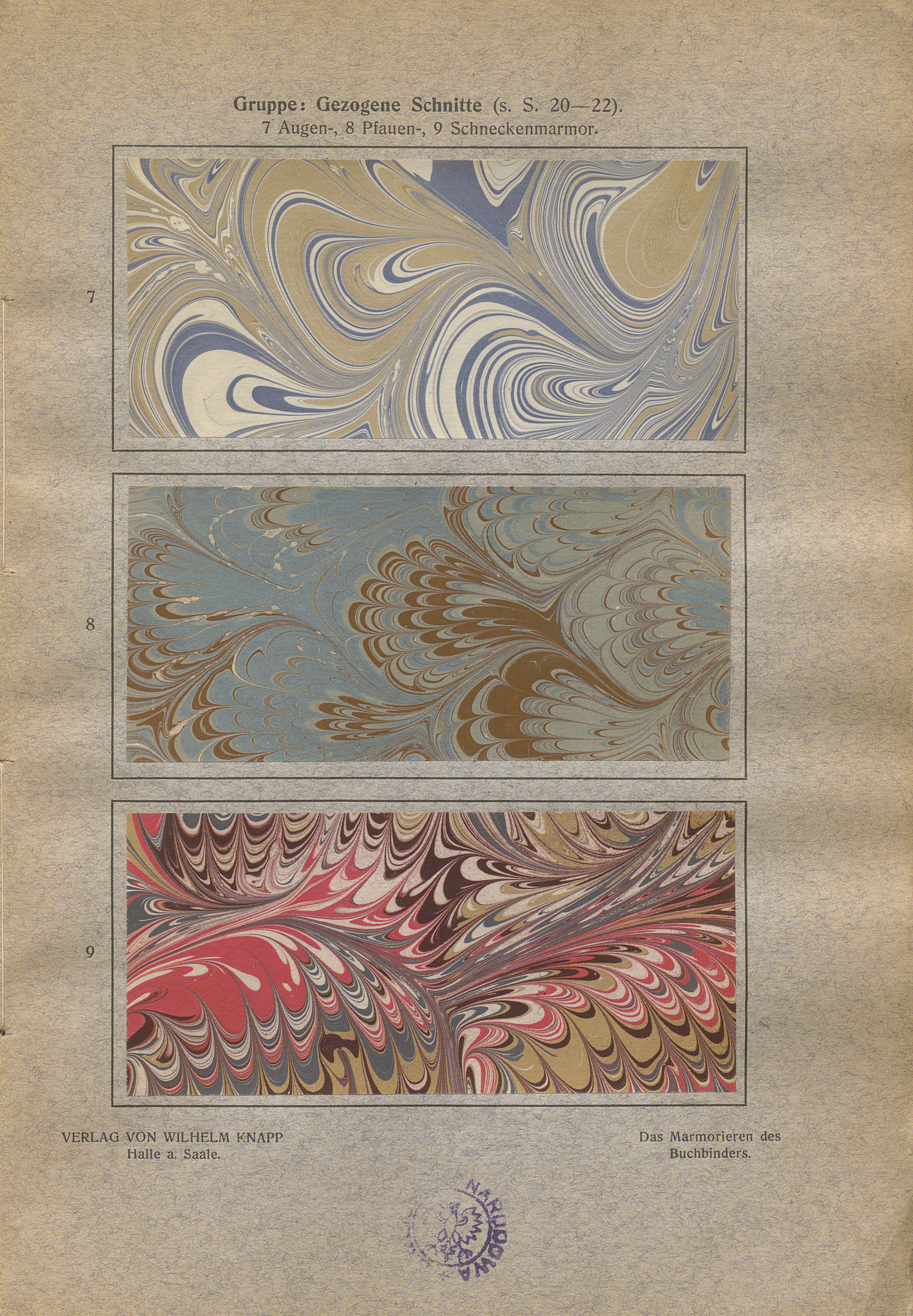
Das Marmorieren des Buchbinders auf Schleim-grund und mit Kleisterverfahren 1906 (133897315)
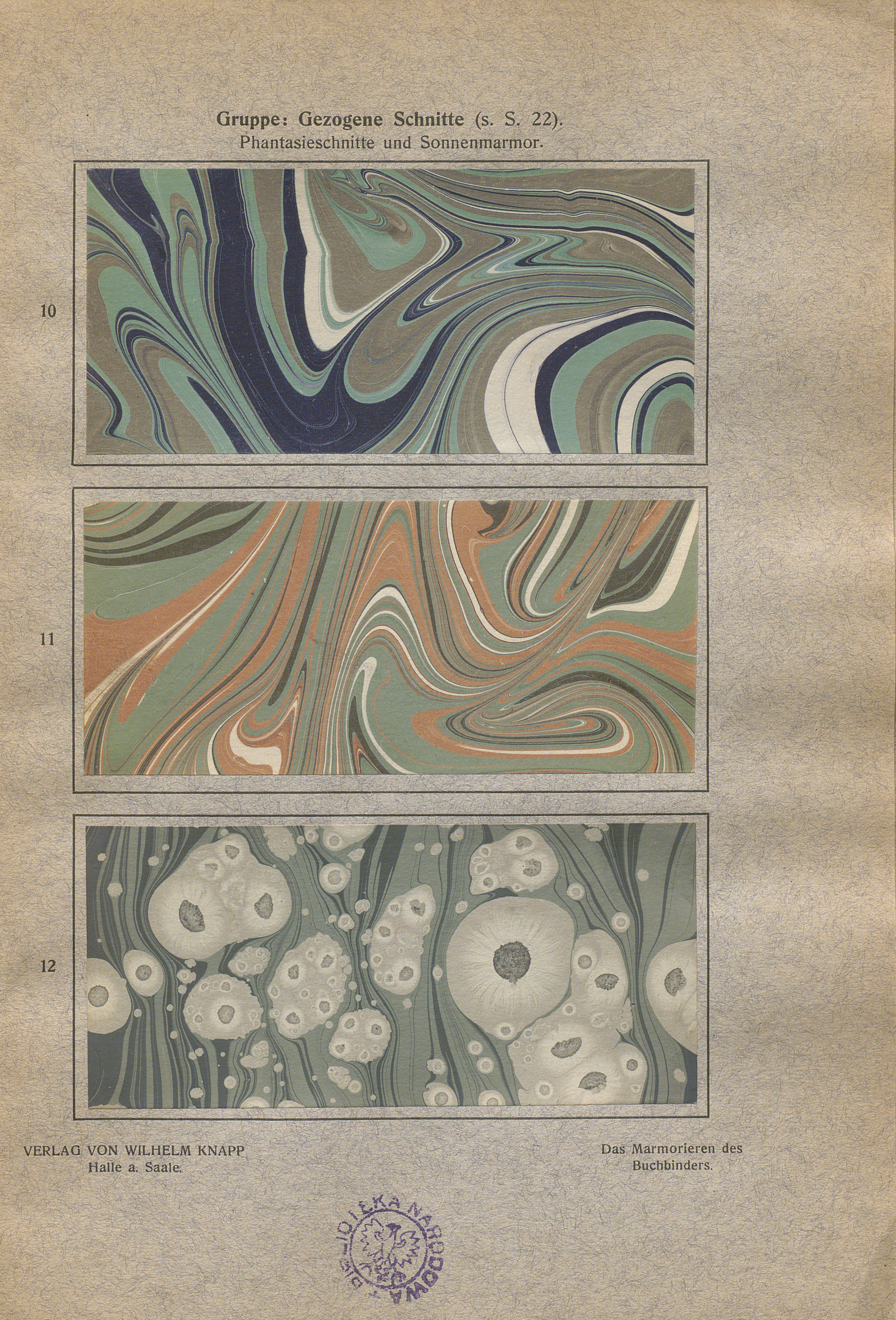
Das Marmorieren des Buchbinders auf Schleim-grund und mit Kleisterverfahren 1906 (133897317)
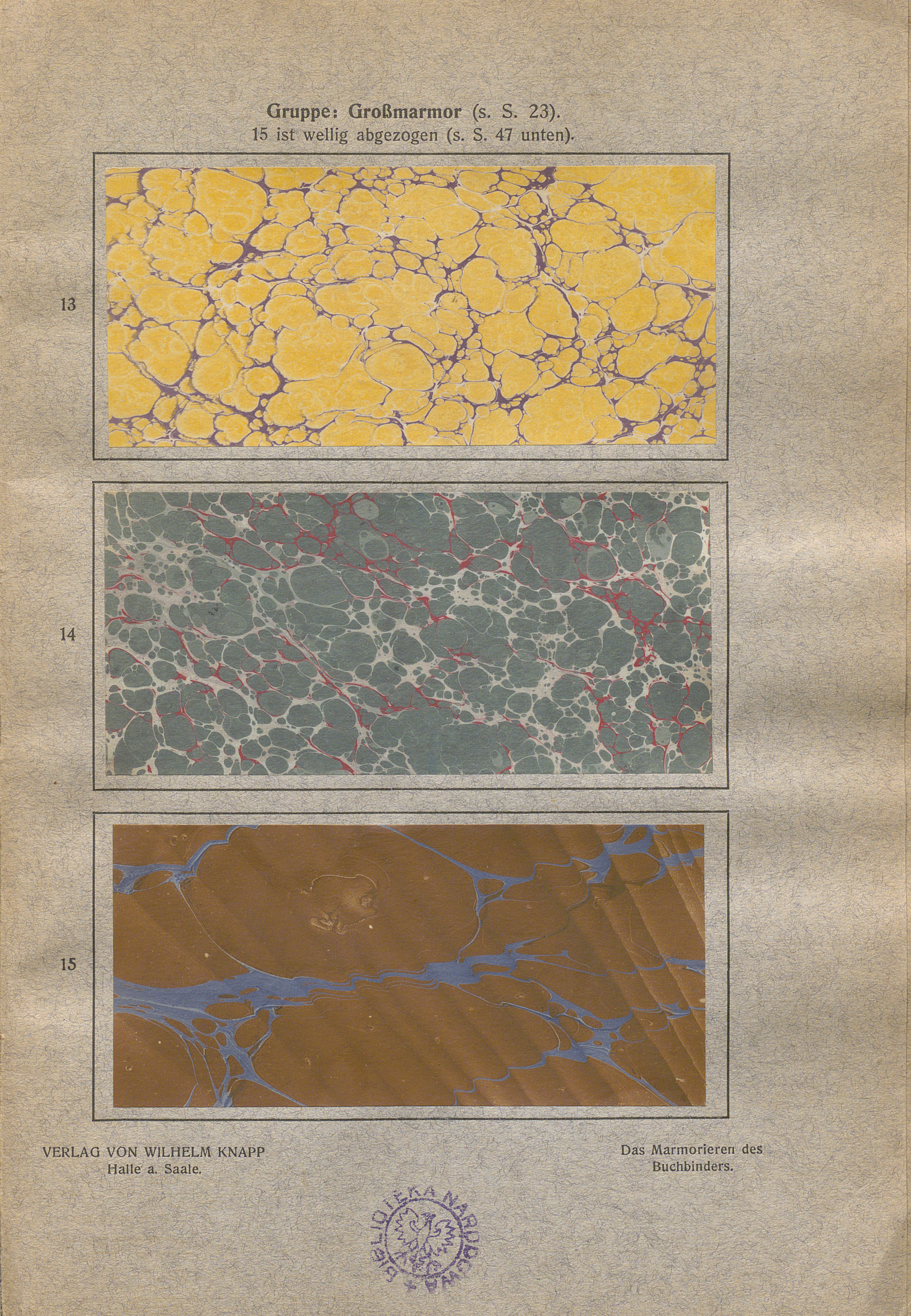
Das Marmorieren des Buchbinders auf Schleim-grund und mit Kleisterverfahren 1906 (133897319)
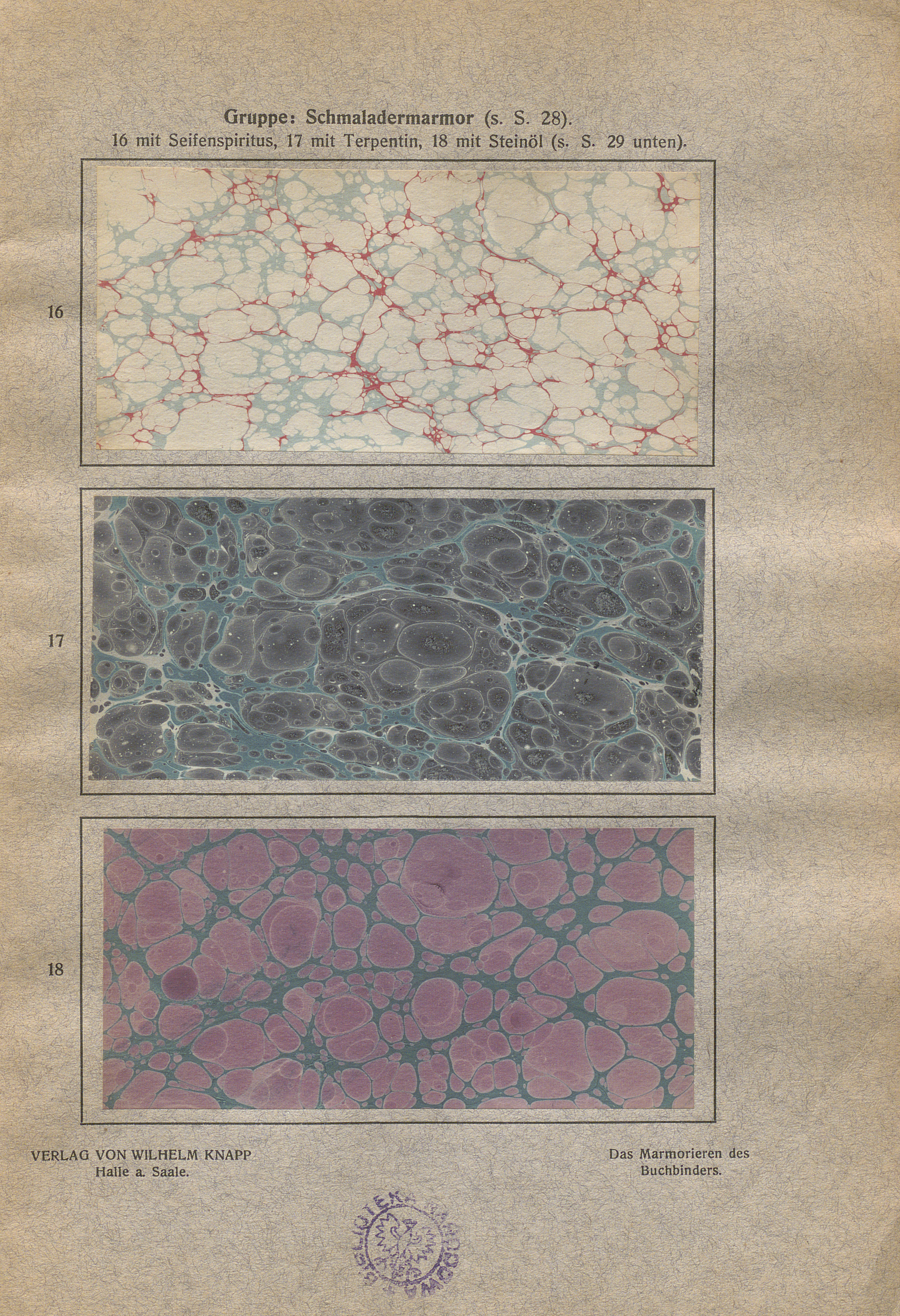
Das Marmorieren des Buchbinders auf Schleim-grund und mit Kleisterverfahren 1906 (133897321)
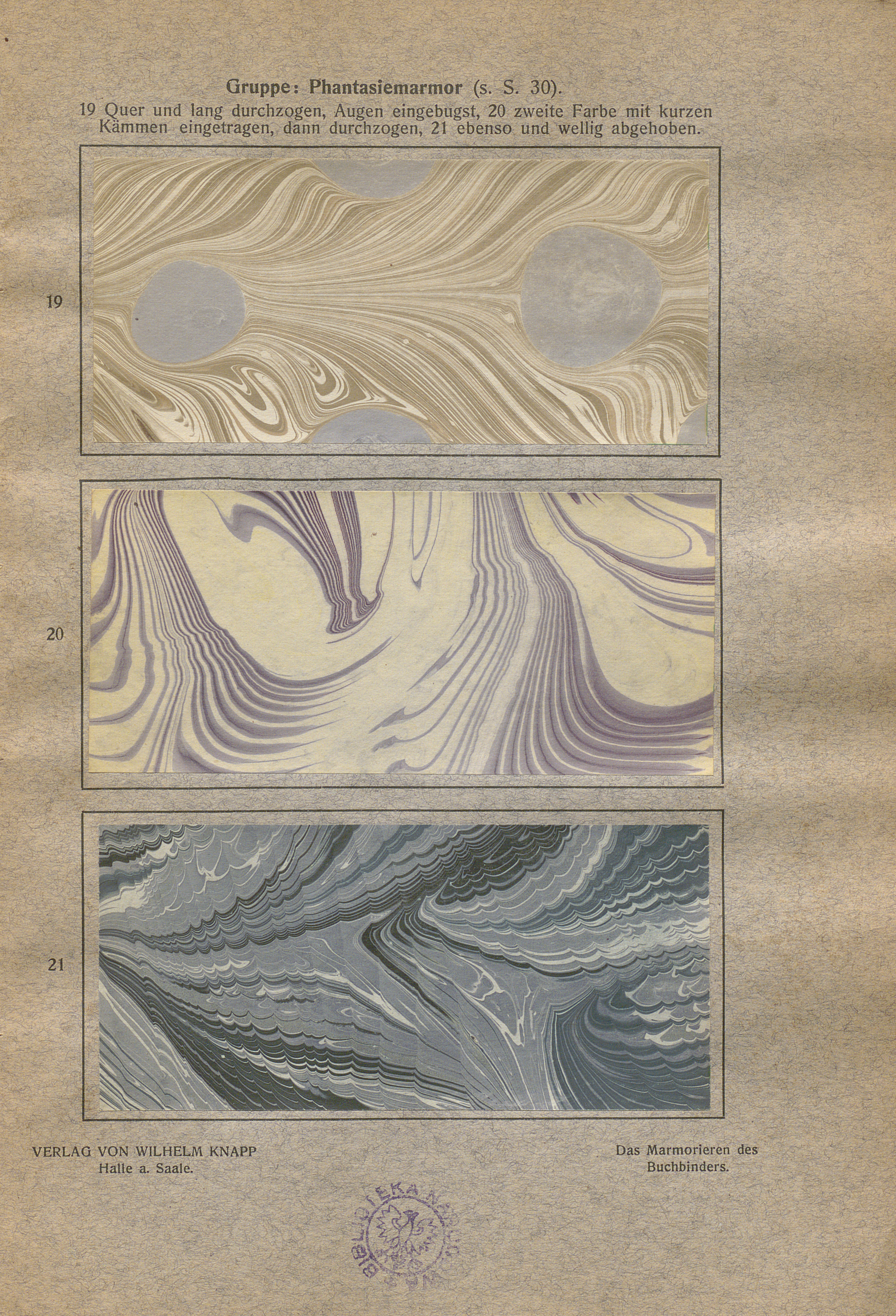
Das Marmorieren des Buchbinders auf Schleim-grund und mit Kleisterverfahren 1906 (133897323)
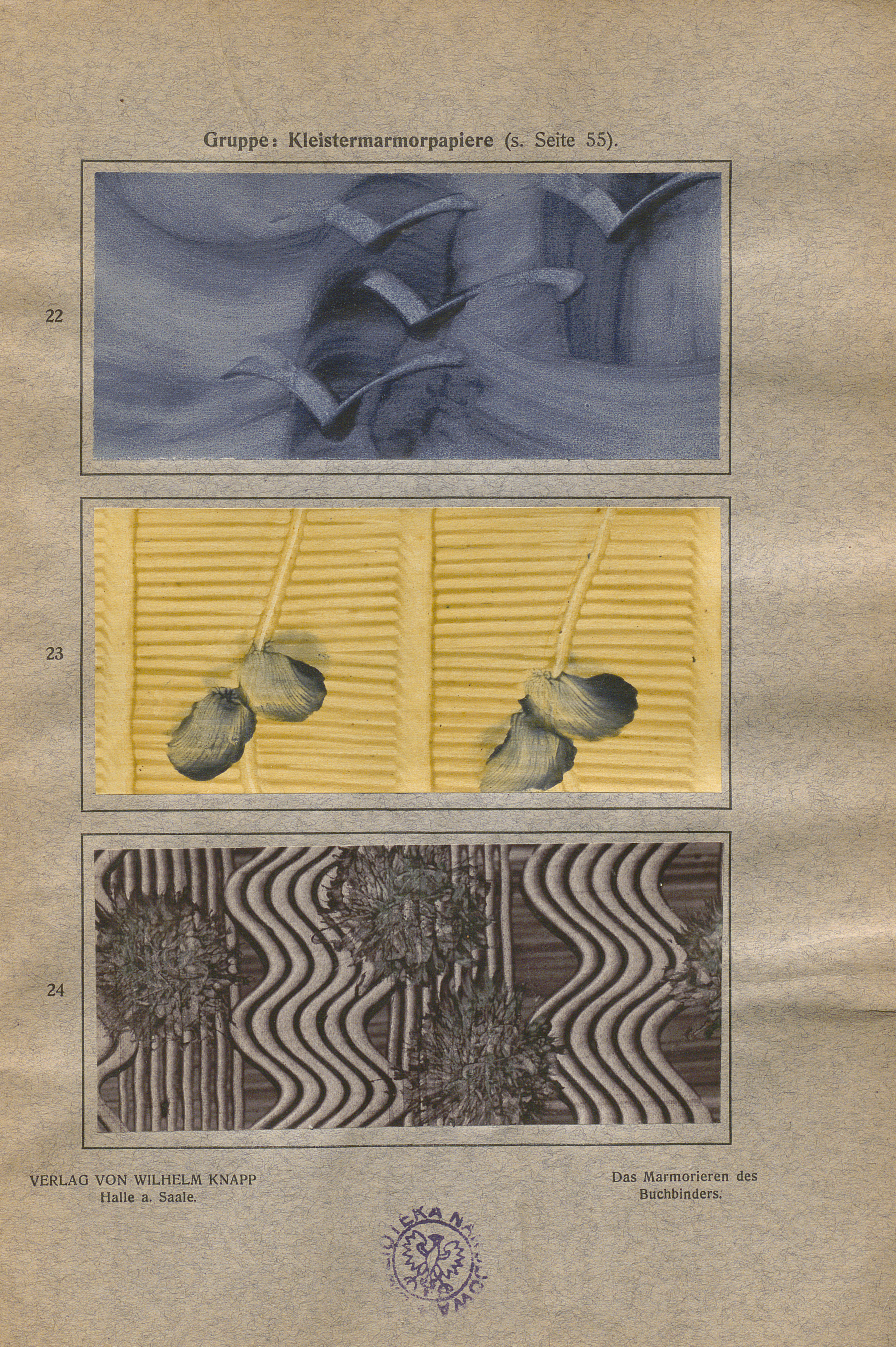
Das Marmorieren des Buchbinders auf Schleim-grund und mit Kleisterverfahren 1906 (133897325)

## Veröffentlichungen
- Systematisches Lehr- und Handbuch der Buchbinderei und der damit zusammenhängenden Fächer in Theorie und Praxis. Band I. Loewenstein'sche Verlagshandlung, Dresden-Blasewitz 1882. ( Digitalisat SBB Berlin)
- Systematisches Lehr- und Handbuch der Buchbinderei und der damit zusammenhängenden Fächer in Theorie und Praxis. Band II. Loewenstein'sche Verlagshandlung, Dresden-Blasewitz 1883. ( Digitalisat SBB Berlin)
- Systematisches Lehr- und Handbuch der Buchbinderei und der damit zusammenhängenden Fächer in Theorie und Praxis. Band III. Loewenstein'sche Verlagshandlung, Dresden-Blasewitz 1883. ( Digitalisat SBB Berlin)
- Der Bucheinband. Seine Technik und seine Geschichte. (»Seemanns Kunsthandbücher«; 6) E. A. Seemann, Leipzig 1890 Digitalisat Hathitrust Michigan = Digitalisat Google Books
  - Reprint der Ausgabe von 1890. Nachwort von Walter Bergner. Saur, München 1993. ISBN 3-598-07270-8.
- Die praktischen Arbeiten des Buchbinders. (»A. Hartlebens mechanisch-technische Bibliothek«; Band 10) Wien: A. Hartleben 1898 Digitalisat Hathitrust Michigan = Digitalisat Google Books
- Die Kunst des Entwerfens für Zeichnende Buchbinder. Mit 192 Abbildungen. Halle a. Saale, Verlag W. Knapp 1917 Digitalisat Hathitrust Chicago = Digitalisat Google Books
- Lebenserinnerungen eines alten Kunstbuchbinders. 1. Aufl. Verlag Meister der Einbandkunst, Leipzig 1925 frei zugängliches Digitalisat Internet Archive; 2. verm. Aufl. Verlag Meister der Einbandkunst, Leipzig 1929; 3. Aufl., Hettler, Stuttgart 1951 Digitalisat Hathitrust Michigan = Digitalisat Google Books